# Episodi di SOKO Wismar (dodicesima stagione)
L'dodicesima stagione della serie televisiva SOKO Wismar è stata trasmessa in anteprima in Germania dalla ZDF tra l'8 ottobre 2014 e l'8 aprile 2015.
| nº | Titolo originale         | Titolo italiano | Prima TV Germania | Prima TV Italia |
| -- | ------------------------ | --------------- | ----------------- | --------------- |
| 1  | Im Schatten des Windrads | inedito         | 8 ottobre 2014    | inedito         |
| 2  | Das Wunder von Wismar    | inedito         | 15 ottobre 2014   | inedito         |
| 3  | Neptuns Rache            | inedito         | 22 ottobre 2014   | inedito         |
| 4  | Toter Eisbär             | inedito         | 29 ottobre 2014   | inedito         |
| 5  | Hundefreunde             | inedito         | 5 novembre 2014   | inedito         |
| 6  | Den Tod vor Augen        | inedito         | 12 novembre 2014  | inedito         |
| 7  | Durchzug                 | inedito         | 19 novembre 2014  | inedito         |
| 8  | Der Pate                 | inedito         | 26 novembre 2014  | inedito         |
| 9  | Tödliche Nebenwirkungen  | inedito         | 3 dicembre 2014   | inedito         |
| 10 | Elvis                    | inedito         | 10 dicembre 2014  | inedito         |
| 11 | Platzpatronen            | inedito         | 17 dicembre 2014  | inedito         |
| 12 | Getrennt                 | inedito         | 7 gennaio 2015    | inedito         |
| 13 | Undercover               | inedito         | 14 gennaio 2015   | inedito         |
| 14 | Himmelfahrt              | inedito         | 21 gennaio 2015   | inedito         |
| 15 | Dolce Vita               | inedito         | 28 gennaio 2015   | inedito         |
| 16 | Die Spur der Nachtigall  | inedito         | 4 febbraio 2015   | inedito         |
| 17 | Femme fatale             | inedito         | 11 febbraio 2015  | inedito         |
| 18 | Der Fall Königsberg      | inedito         | 18 febbraio 2015  | inedito         |
| 19 | Happy End                | inedito         | 25 febbraio 2015  | inedito         |
| 20 | Der Störenfried          | inedito         | 4 marzo 2015      | inedito         |
| 22 | Frau Schmidt muss weg    | inedito         | 18 marzo 2015     | inedito         |
| 23 | Goldener Herbst          | inedito         | 25 marzo 2015     | inedito         |
| 24 | Glück und Glas           | inedito         | 1º aprile 2015    | inedito         |
| 25 | Verlassen                | inedito         | 8 aprile 2015     | inedito         |